# کورتنی فورد
 کورتنی فورد (انگلیسی: Courtney Ford؛ زادهٔ ۲۷ ژوئن ۱۹۷۸) یک هنرپیشه اهل ایالات متحده آمریکا است. وی از سال ۱۹۹۸ میلادی تاکنون مشغول فعالیت بوده‌است.